# Partito Nazionale Unionista Progressista
Il Partito Nazionale Unionista Progressista (in arabo حزب التجمع الوطني التقدمي الوحدوي‎?, Ḥizb al-Tagammuʿ al-Waṭanī al-Taqaddumī al-Waḥdawī, comunemente chiamato Tagammuʿ) è un partito politico egiziano d'impronta socialista. Il partito è considerato come il difensore dei principi della Rivoluzione egiziana del 1952. Esso esorta a resistere ai tentativi di disfarsi degli ideali nazionalisti, repubblicani e progressisti che portarono alla caduta della monarchia e all'instaurazione di un potere nazionalista, panarabo e riformista, attento alle questioni sociali e alla difesa degli strati più poveri della popolazione.
Il partito boicottò le elezioni presidenziali nel 2005; alle elezioni parlamentari del 2011 ottenne 4 seggi all'Assemblea del popolo.
Il partito fa parte del Blocco Egiziano e della Coalizione Rivoluzionaria Democratica, nata nel 2012 dopo un rinnovamento della Coalizione delle Forze Socialiste.

## Figure politiche di spicco
- Khālid Muḥyi al-Dīn – Fondatore del partito, primo presidente e membro del Consiglio del Comando della Rivoluzione egiziano ( Majlis qiyāda al-thawra ).
- Muḥammad Rifāʿat al-Saʿīd – Attuale presidente.